# Пастка (фільм, 1999)
«Пастка» (англ. Entrapment) — американський пригодницький фільм 1999 року режисера Джона Ам'єла за сценарієм Рональда Бейса, Вільяма Бройлса та Майкла Герцберга.

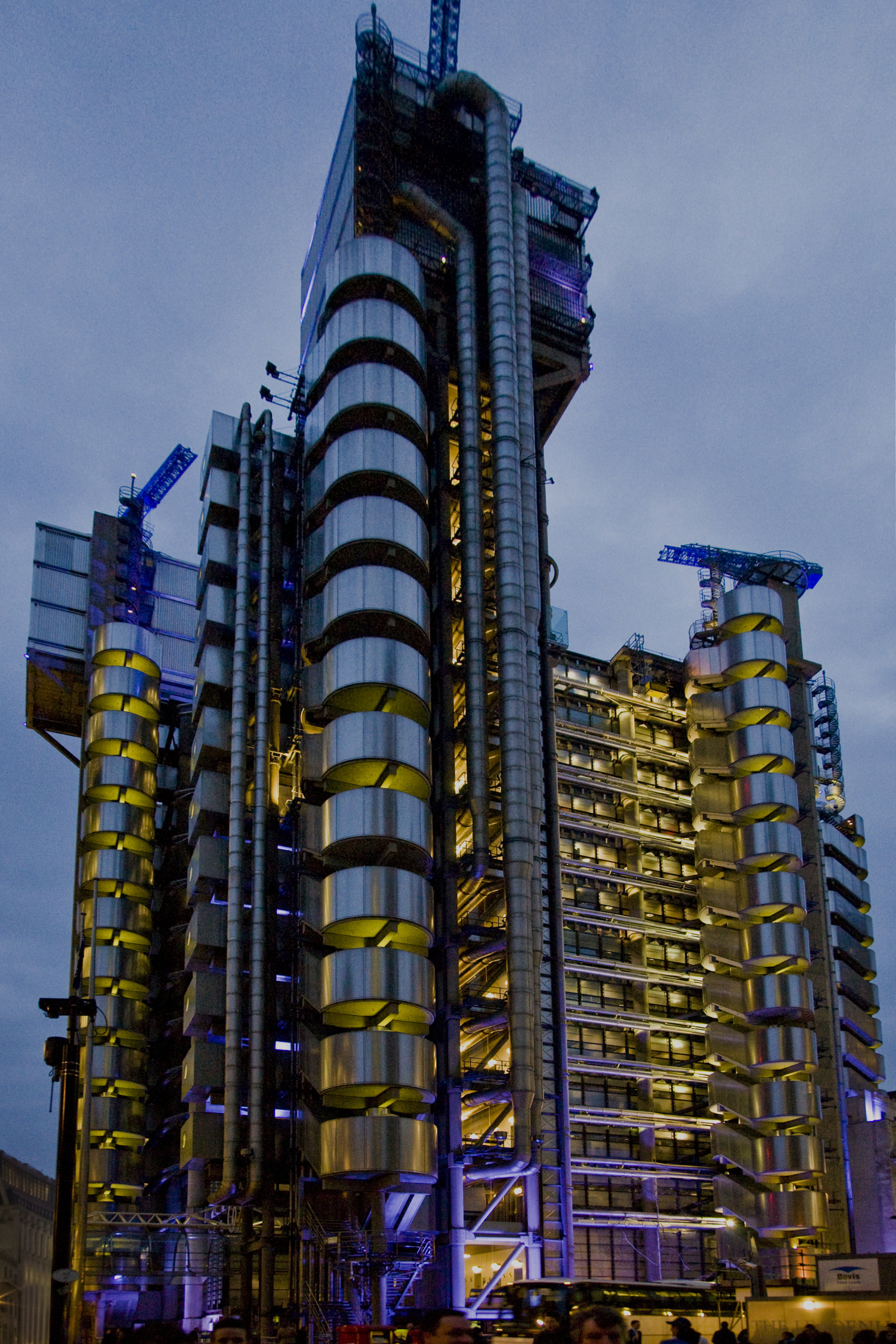
Лондонський Ллойдс

## Сюжет
Досвідчений злодій Роберт «Maк» Макдугал (Шон Коннері) викрадає з нью-йоркського хмародера безцінну картину Рембрандта. Високопрофесійна слідча страхової компанії Вірджинія «Джин» Бейкер (Кетрін Зета-Джонс) розпочинає пошуки викрадача. Коли підозра падає на Мака, Вірджинії вдається переконати своє начальство, що вона зможе спіймати Макдугала на гарячому, зама́нювавши його в пастку. Проте пара утворює дует, який має на меті «викрадення мільярдів з малазійського банку в найвищій будівлі світу напередодні Нового року»

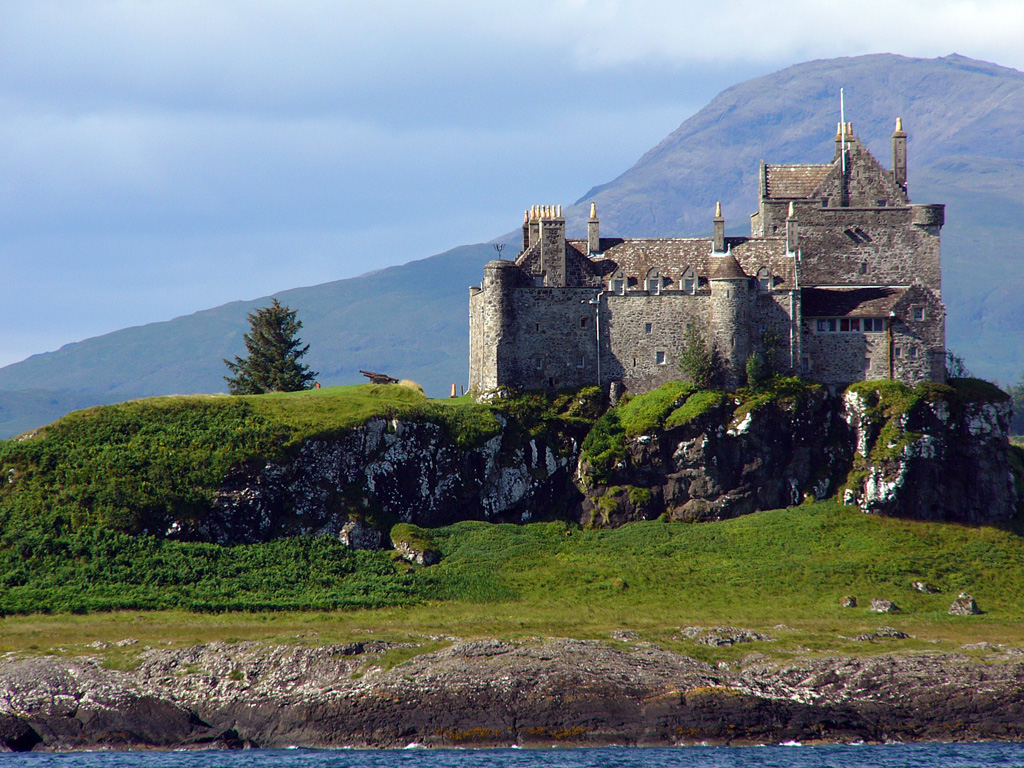
Замок Дюерт

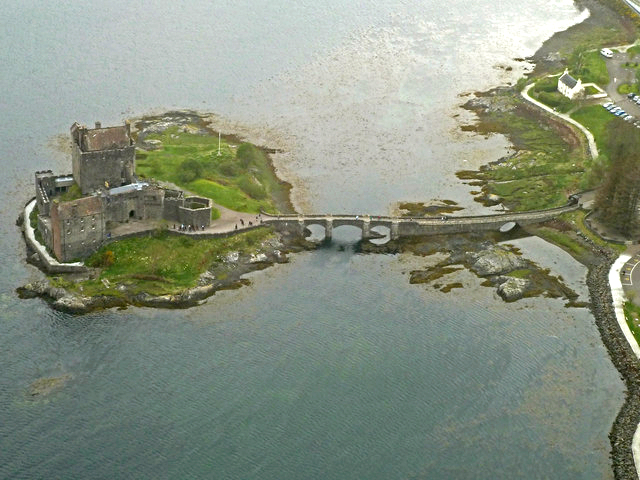
Замок Елен Донен

## Ролі виконують
- Шон Коннері — Роберт Макдугал
- Кетрін Зета-Джонс — Вірджинія Бейкер
- Вінг Реймс — Арон Тібадо
- Вілл Паттон — Гектор Круз
- Морі Чайкін[en] — Конрад Грін
- Кевін Макнейлі — Гас
- Террі О'Нілл[en] — Квінн
- Меду Шарма[en] — начальник безпеки

## Нагороди
- 1999 Нагорода «Європейський кіноприз», (European Film Awards):
  - нагорода глядачів для найкращої акторки, (Jameson People's Choice Award for Best Actress[en]) — Кетрін Зета-Джонс
  - нагорода глядачів для найкращого актора, (Jameson People's Choice Award for Best Actor[en]) — Шон Коннері
- 2000 Нагорода Корпорації музичного радіомовлення (BMI Award[en]):
  - BMI Film Music Awards — Крістофер Янг[2]
- 2000 Нагорода (6th Blockbuster Entertainment Awards[en]):
  - найкраща акторка у пригодницькому фільмі, (Favorite Actress - Action) — Кетрін Зета-Джонс

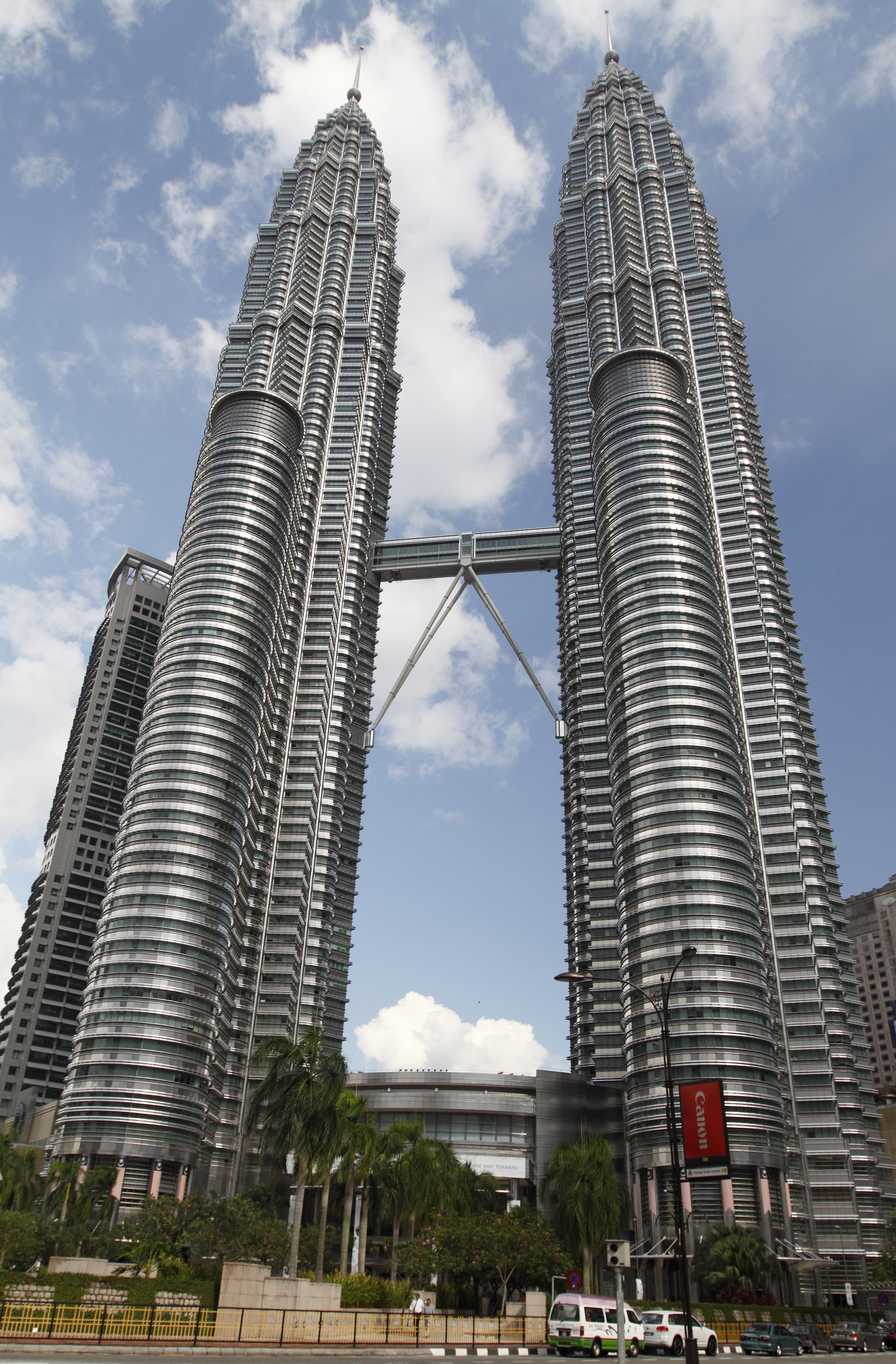
Вежі Петронас

## Місця знімання фільму
- Англія:
  - Бленгеймський палац на околиці міста Вудсток
  - Лондон: готель Савой (Savoy Hotel[en]), будівля страхової компанії Лондонський Ллойдс, британська студія Pinewood Studios
- Шотландія:
  - замок Дюерт (Duart Castle[en]), на острові Малл
  - замок Ейлін Донан в західних горах Шотландії
- Китай: Гонконг
- Малайзія: Куала-Лумпур, Вежі Петронас
- США: Нью-Йорк